# Sebastiano Veniero (1938)
| «Себастьяно Веньєр»                                                            | «Себастьяно Веньєр» | «Себастьяно Веньєр» |
| ------------------------------------------------------------------------------ | --- | --- |
| Sebastiano Veniero                                                             | | |
|                                                                                | | |
| Італійський підводний човен «Енріко Таццолі», однотипний з «Себастьяно Веньєр» | | |
| Верф                                                                           | CRDA, Монфальконе | CRDA, Монфальконе |
| Під прапором                                                                   | Королівство Італія | Королівство Італія |
| Належність                                                                     | Королівські військово-морські сили Італії | Королівські військово-морські сили Італії |
| Порт приписки                                                                  | Ла-Спеція BETASOM Таранто | Ла-Спеція BETASOM Таранто |
| На честь                                                                       | Себастьяно Веньєр | Себастьяно Веньєр |
| Закладений                                                                     | 23 січня 1937 | 23 січня 1937 |
| Спуск на воду                                                                  | 14 лютого 1938 | 14 лютого 1938 |
| Введений до складу флоту                                                       | 5 червня 1938 | 5 червня 1938 |
| На службі                                                                      | 1938—1942 | 1938—1942 |
| Загибель                                                                       | 7 червня 1942 року потоплений у Середземному морі летючим човном Consolidated PBY Catalina | 7 червня 1942 року потоплений у Середземному морі летючим човном Consolidated PBY Catalina |
| Сучасний статус                                                                | затоплений | затоплений |
| Бойовий досвід                                                                 | Друга світова війна Битва за Атлантику Середземномор'я | Друга світова війна Битва за Атлантику Середземномор'я |
| Проєкт                                                                         | | |
| Тип ПЧ                                                                         | дизель-електричний крейсерський підводний човен | дизель-електричний крейсерський підводний човен |
| Основні характеристики                                                         | | |
| Швидкість (надводна)                                                           | 17,4 вузлів (32,2 км/год) | 17,4 вузлів (32,2 км/год) |
| Швидкість (підводна)                                                           | 8 вузлів (15 км/год) | 8 вузлів (15 км/год) |
| Робоча глибина занурення                                                       | 100 м | 100 м |
| Дальність плавання                                                             | 7500 миль (13900 км) на швидкості 9,4 вузлів у надводному положенні 2500 миль (4600 км) на швидкості 17 вузлів у надводному положенні 120 миль (220 км) на швидкості 3 вузли (5,6 км/год) у підводному положенні | 7500 миль (13900 км) на швидкості 9,4 вузлів у надводному положенні 2500 миль (4600 км) на швидкості 17 вузлів у надводному положенні 120 миль (220 км) на швидкості 3 вузли (5,6 км/год) у підводному положенні |
| Екіпаж                                                                         | 58 офіцерів та матросів | 58 офіцерів та матросів |
| Розміри                                                                        | | |
| Довжина найбільша (по КВЛ)                                                     | 73 м | 73 м |
| Ширина корпусу найб.                                                           | 7,19 м | 7,19 м |
| Висота                                                                         | 5,1 м | 5,1 м |
| Середня осадка (по КВЛ)                                                        | 4,7 м | 4,7 м |
| Водотоннажність надводна                                                       | 1060 тонн | 1060 тонн |
| Силова установка                                                               | | |
| Дизель-електрична: 2 × дизельних двигуни CRDA 2 × електродвигуни CRDA          | | |
| Гвинти                                                                         | 2 | 2 |
| Потужність                                                                     | 2 × 1800 к.с. (дизелі) 2 × 550 к.с. (електродвигуни) | 2 × 1800 к.с. (дизелі) 2 × 550 к.с. (електродвигуни) |
| Озброєння                                                                      | | |
| Артилерія                                                                      | 2 × 100-мм гармати OTO Mod. 1928 | 2 × 100-мм гармати OTO Mod. 1928 |
| Торпедно- мінне озброєння                                                      | 8 × 533-мм торпедних апаратів 16 торпед | 8 × 533-мм торпедних апаратів 16 торпед |
| ППО                                                                            | 4 × 13,2-мм зенітних кулемети Breda Model 1931 | 4 × 13,2-мм зенітних кулемети Breda Model 1931 |

«Себастьяно Веньєр» (італ. Sebastiano Veniero) — військовий корабель, дизель-електричний крейсерський підводний човен типу «Марчелло» Королівських ВМС Італії за часів Другої світової війни. «Себастьяно Веньєр» був закладений 23 січня 1937 року на верфі компанії CRDA у Монфальконе. 5 червня 1938 року він був спущений на воду, а 25 березня 1938 року увійшов до складу Королівських ВМС Італії.

## Історія служби
На момент вступу Італії у Другу світову війну, «Веньєр» дислокувався в Спеції, у складі I групи XII ескадрі підводних човнів (також входили італійські ПЧ «Капітано Каппелліні», «Фаа де Бруно», «Ладзаро Моченіго», «Глауко», «Отаріа»).
У вересні 1940 року до французького Бордо на базу BETASOM почали прибувати італійські підводні човни, яких скоро стало 27, котрі незабаром приєдналися до німецьких підводних човнів у полюванні на судноплавство союзників; поступово їхнє число збільшиться до 32. Вони внесли вагомий внесок у битву за Атлантику, не дивлячись на те, що командувач підводним флотом ВМС Німеччини адмірал Карл Деніц відгукнувся про італійських підводників: «недостатньо дисципліновані» і «не в змозі залишатися спокійним перед обличчям ворога».